# São Paio de Vizela
São Paio de Vizela é uma povoação portuguesa do município de Vizela que foi sede da extinta freguesia de São Paio de Vizela (oficialmente, Vizela (São Paio)), freguesia que tinha 2,48 km² de área e 1 503 habitantes (2011), tendo, por isso, uma densidade populacional de 606,0 hab/km².
Foi uma das cinco freguesias que transitaram do município de Guimarães para o de Vizela, aquando a criação deste último em 1998.
Foi extinta (agregada) pela reorganização administrativa de 2012/2013, sendo o seu território integrado na freguesia de Tagilde e Vizela (São Paio).

## População
| População da freguesia de Vizela (São Paio) | População da freguesia de Vizela (São Paio) | População da freguesia de Vizela (São Paio) | População da freguesia de Vizela (São Paio) | População da freguesia de Vizela (São Paio) | População da freguesia de Vizela (São Paio) | População da freguesia de Vizela (São Paio) | População da freguesia de Vizela (São Paio) | População da freguesia de Vizela (São Paio) | População da freguesia de Vizela (São Paio) | População da freguesia de Vizela (São Paio) | População da freguesia de Vizela (São Paio) | População da freguesia de Vizela (São Paio) | População da freguesia de Vizela (São Paio) | População da freguesia de Vizela (São Paio) |
| ------------------------------------------- | ------------------------------------------- | ------------------------------------------- | ------------------------------------------- | ------------------------------------------- | ------------------------------------------- | ------------------------------------------- | ------------------------------------------- | ------------------------------------------- | ------------------------------------------- | ------------------------------------------- | ------------------------------------------- | ------------------------------------------- | ------------------------------------------- | ------------------------------------------- |
| 1864                                        | 1878                                        | 1890                                        | 1900                                        | 1911                                        | 1920                                        | 1930                                        | 1940                                        | 1950                                        | 1960                                        | 1970                                        | 1981                                        | 1991                                        | 2001                                        | 2011                                        |
| 462                                         | 453                                         | 425                                         | 444                                         |                                             |                                             |                                             | 623                                         | 740                                         | 881                                         | 880                                         | 947                                         | 1 206                                       | 1 394                                       | 1 503                                       |

Nos censo de 1911 a 1930 estava anexada à freguesia de Tagilde, do concelho de Guimarães